# سامانه انتگرال‌پذیر

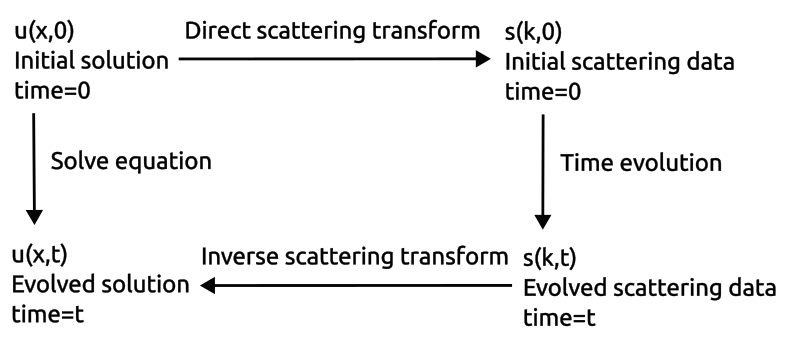
الگوریتم سه مرحله‌ای؛ ۱) تبدیل راه‌حل اولیه به داده‌های پراکندگی اولیه. ۲) تکامل داده‌های پراکندگی اولیه. ۳) تبدیل داده‌های پراکندگی تکامل‌یافته، به راه‌حل تکامل‌یافته.

سامانه انتگرالپذیر در ریاضیات و فیزیک به مفاهیم مختلف و متمایزی اشاره می‌کند.
انتگرالپذیری فوربنیوس در نظریه عمومی دستگاههای دیفرانسیل، اشاره به دستگاههای معین مفرط (که در آنها تعداد معادلات بر مجهولات فزونی دارد) دارد. در نظریه کلاسیک سامانه های دینامیک هامیلتونی مفهوم انتگرالپذیری لیوویل مطرح می شود. به طور عمومی تر در سامانه های دینامیکی دیفرانسیل پذیر، انتگرالپذیری با وجود برگ بندی ها توسط زیرخمینه های ناوردا در فضای فاز مرتبط است. هرکدام از این مفاهیم به نوعی شامل کاربردی از ایده برگ سازی هستند اما با یکدیگر منطبق نیستند. همچنین در قلمرو سامانه های کوانتومی و مدلهای مکانیک آماری مفاهیم انتگرالپذیری کامل یا قابلیت حل دقیق مطرح می گردند.ردپای انتگرالپذیری اغلب به هندسه جبری و عملگرهای دیفرانسیلی باز می گردد.